# Yokohama Marine Tower
Der Yokohama Marine Tower ist ein 106,1 Meter hoher ehemaliger Leuchtturm, der am 15. Januar 1961 anlässlich des 100. Hafengeburtstags von Yokohama eingeweiht wurde. Er ist ein bekanntes Touristenziel.
Der markante Stahlfachwerkturm wurde über einen längeren Zeitraum als höchster Leuchtturm der Welt bezeichnet. Am 25. Dezember 2006 wurde das Leuchtfeuer gelöscht. Die Stadt Yokohama hat das Wahrzeichen übernommen, umgebaut und mit neuem Konzept am 23. Mai 2009 wieder eröffnet.
In den ersten vier Geschossen befinden sich heute eine Bar, ein Café, die Information, ein Souvenirladen, die Marine Tower Hall für Ausstellungen und Veranstaltungen und ein Restaurant. Die zweigeschossige Aussichtsplattform in 94 Meter Höhe bietet ein Rundumpanorama über die alten Stadtteile Yokohamas sowie über das moderne Minato Mirai 21. Bei guter Sicht reicht der Blick bis zum Fuji.